# جوناثان بيكر (قسيس)
جوناثان بيكر (بالإنجليزية: Jonathan Baker)‏ هو قسيس بريطاني، ولد في 6 أكتوبر 1966.